# Diocesi di Memfi
La diocesi di Memfi (in latino: Dioecesis Memphitana) è una sede soppressa e sede titolare della Chiesa cattolica.

## Storia
Memfi è un'antica sede episcopale della provincia romana dell'Arcadia nella diocesi civile d'Egitto. Faceva parte del patriarcato di Alessandria ed era suffraganea dell'arcidiocesi di Ossirinco.
Il primo vescovo noto di questa antica diocesi è Antioco, che prese parte al concilio di Nicea del 325. In quel periodo la sede di Memfi era occupata anche da un vescovo scismatico, Giovanni, che aveva aderito al partito meleziano, principale oppositore di Atanasio di Alessandria. Il nome di Giovanni appare nella lista, trasmessaci da Atanasio, dei vescovi suoi sostenitori che Melezio di Licopoli inviò all'arcivescovo Alessandro di Alessandria all'indomani del concilio niceno. Lo stesso vescovo prese parte al concilio di Tiro del 335. Giovanni è considerato come il successore di Melezio a capo del gruppo scismatico.
Verso il 340 alcuni autori menzionano il vescovo Nestorio, ignoto a Le Quien e a Martin.
A questi vescovi dell'epoca romana e bizantina, si conoscono i nomi di alcuni vescovi copti di Memfi, vissuti fra VIII e XI secolo, Tolomeo, Filippo, Macario, Abramo e Chail. Tra questi si deve ricordare Macario, autore di un testo sulla liturgia antica della cresima e del battesimo.
Dal XIX secolo Memfi è annoverata tra le sedi vescovili titolari della Chiesa cattolica; dal 22 febbraio 2013 l'arcivescovo, titolo personale, titolare è Michael Wallace Banach, nunzio apostolico in Ungheria.

## Cronotassi

### Vescovi greci
- Antioco † (menzionato nel 325)
  - Giovanni † (prima del 325 - dopo il 335) (vescovo meleziano)
- Nestorio † (menzionato nel 340 circa)

### Vescovi titolari
- Jacobus Wemmers, O.Carm. † (24 aprile 1645 - 12 settembre 1645 deceduto)
- Francisco Suárez de Villegas, O.Carm. † (9 dicembre 1649 - 17 aprile 1664 deceduto)
- Abraham Chasciur † (27 luglio 1824 - 3 febbraio 1826 deposto[6])
- Jan Maurycy Paweł Puzyna de Kosielsko † (26 febbraio 1886 - 22 gennaio 1895 nominato vescovo di Cracovia)
- Giuseppe Barillari † (30 maggio 1895 - 25 novembre 1902 deceduto)
- Salvatore Frattocchi † (22 giugno 1903 - 24 gennaio 1905 nominato vescovo di Orvieto)
- Antonio Valbonesi † (4 maggio 1906 - 5 gennaio 1934 deceduto)
- Geoffrey Zaccherini † (11 maggio 1934 - 7 dicembre 1938 deceduto)
- Gioacchino Di Leo † (5 febbraio 1940 - 18 febbraio 1946 nominato arcivescovo di Lanciano e vescovo di Ortona)
- Paolo Rota † (10 marzo 1947 - 28 dicembre 1952 nominato vescovo di Fidenza)
- Heinrich Forer † (11 febbraio 1956 - 5 ottobre 1997 deceduto)
- James Michael Harvey (7 febbraio 1998 - 24 novembre 2012 nominato cardinale diacono di San Pio V a Villa Carpegna)
- Michael Wallace Banach, dal 22 febbraio 2013